# Vườn quốc gia Thung lũng các loài hoa
Vườn quốc gia Thung lũng các loài hoa (tiếng Anh: Valley of Flowers National Park) là một vườn quốc gia ở phía Tây của khu bảo tồn Nanda Devi  thuộc dãy Tây Himalaya với những đồng cỏ hoa đặc hữu của vùng núi cao. Vườn quốc gia này trải dài trên một diện tích là 87,5 km² (thuộc khu dự trữ sinh quyển Nanda Devi rộng 223,674 km² và vùng đệm của khu dự trữ sinh quyển này lên đến hơn 5.148 km²)  và đã được hình thành từ năm 1982 với đỉnh núi cao nhất trong vườn quốc gia là Gauri Parbat cao 6.719 m.

## Tự nhiên
Vườn quốc gia thung lũng hoa nổi bật với những đồng cỏ sinh thái (cỏ chân ngỗng là chủ yếu), những loài hoa núi cao như: Cúc vạn thọ, anh túc, Brahma kamal, Poppy Blue Himalayan, Lily Cobra (cây rắn hổ mang, một loại cây bắt mồi)..., các loài cây lấy thuốc quý và nhiều loài hoa khác đang bị đe dọa mà không một nơi nào khác có. Rừng ở đây là những khu rừng nhỏ, chủ yếu là bạch dương và đỗ quyên.
Động vật trong vườn quốc gia bao gồm rất nhiều những loài động vật quý hiếm thuộc loài chim (như trĩ, kền kền, đại bàng vàng Himalaya..), cừu xanh, sơn dương, hươu xạ, gấu nâu, gấu đen châu Á, cáo đỏ, voọc, báo tuyết và các loài bướm.
Với phong cảnh nhẹ nhàng, mang vẻ đẹp tự nhiên, thung lũng các loài hoa bổ sung, tô điểm cho vùng núi cao Nanda Devi gồ ghề phủ tuyết trắng gần đó, tạo ra một vùng chuyển tiếp thiên nhiên duy nhất giữa dãy núi núi Zanskar và Great Himalaya.

## Lịch sử

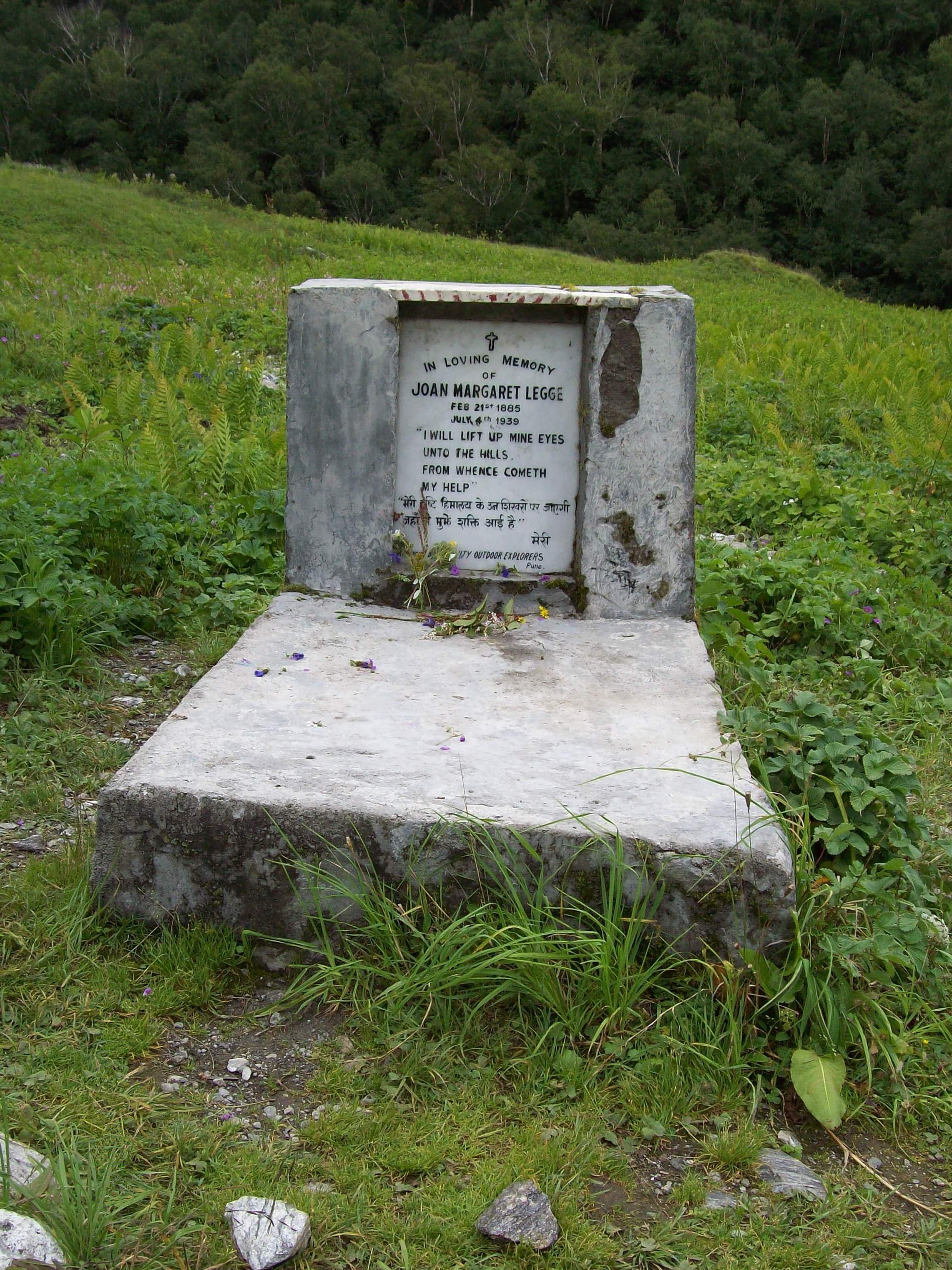
Mộ tưởng niệm Margaret Legge.

Người dân địa phương ở đây cho rằng nó là nơi sinh sống của tiên. Nó không có tên trên bản đồ cho đến năm 1931, đoàn thám hiểm người Anh gồm Frank S. Smythe, Eric Shipton và R.L. Holdsworth và nhiều người khác bị lạc đường đi sau một chuyến thám hiểm leo núi, và nơi họ lạc đến là một thung lũng với đồng cỏ và rất nhiều các loài hoa đẹp chưa từng thấy ở nơi nào trước đó. Vẻ đẹp của nó thu hút đoàn thám hiểm và họ đặt tên cho nó là "Valley of Flowers" (Thung lũng hoa). Sau đó, rất nhiều nhà thực vật học đến đây nghiên cứu về các loài thực vật ở đây.
Năm 1939, Joan Margaret Legge (sinh ngày 21 tháng 2 năm 1885 - mất 4 tháng 7 năm 1939) là một nhà thực vật học của Vườn Bách thảo Hoàng gia Kew, đến thung lũng để nghiên cứu hoa và trong khi vượt qua các sườn núi đá để thu thập hoa, cô đã bị trượt chân và mất tại đây. Em gái của cô sau đó đã đến thăm thung lũng và dựng lên một bia tưởng niệm gần ngay tại chỗ Margaret Legge ngã.
Năm 1993, Chandra Prakash Kala là một nhà thực vật học của Viện bảo tồn động thực vật hoang dã Ấn Độ đến đây  nghiên cứu và đã thống kê với khoảng 520 loài thực vật núi cao trong đó có 498 loài có hoa ở nơi đây.

## Quản lý
Vườn quốc gia được quản lý bởi Bộ Lâm nghiệp Bang Uttarakhand, Bộ Môi trường và Rừng Quốc gia Ấn Độ. Vườn quốc gia này nghiêm cấm chăn thả gia súc từ năm 1983 và chỉ mở cửa trong mùa hè từ tháng 6 đến tháng 10 hàng năm cho du khách, vì khoảng thời gian còn lại phần lớn vườn quốc gia bị bảo phủ bởi tuyết, rất nguy hiểm cho du khách.

## Khí hậu
Là một thung lũng trong dãy Himalaya, lưu vực sông Nanda Devi có một vi đặc biệt ảnh hưởng tới khí hậu của vườn quốc gia. Điều kiện tự nhiên ở đây thường khô với lượng mưa hàng năm thấp, nhưng có lượng mưa gió mùa lớn từ cuối tháng 6 đến đầu tháng 9. Sương mù và mây thấp trong mùa mưa khiến đất ở đây ẩm ướt, do đó thảm thực vật phát triển tốt hơn bình thường ở các thung lũng Himalaya khác có khí hậu khô hơn. Từ giữa tháng 4 đến tháng 6, nhiệt độ vừa phải và khá dễ chịu (tối đa 19 °C). Thung lũng các loài hoa cũng có khu vực nhỏ mang đậm chất của khí hậu một thung lũng Himalaya ở phía nam của vườn quốc gia. Đó là thường có sương mù dày đặc và mưa thường diễn ra trong những tháng cuối mùa hè. Cả hai khu vực lưu vực sông Nanda Devi và thung lũng thường có tuyết vào tháng 6-7 và từ cuối tháng 10 đến cuối tháng 3. Tuyết ở phía Nam thường dày hơn so với phía Bắc của vườn quốc gia.